# Elodina padusa
Elodina padusa är en fjärilsart som först beskrevs av William Chapman Hewitson 1853.  Elodina padusa ingår i släktet Elodina och familjen vitfjärilar. Inga underarter finns listade i Catalogue of Life.

## Bildgalleri

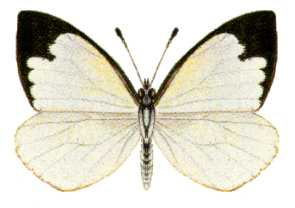
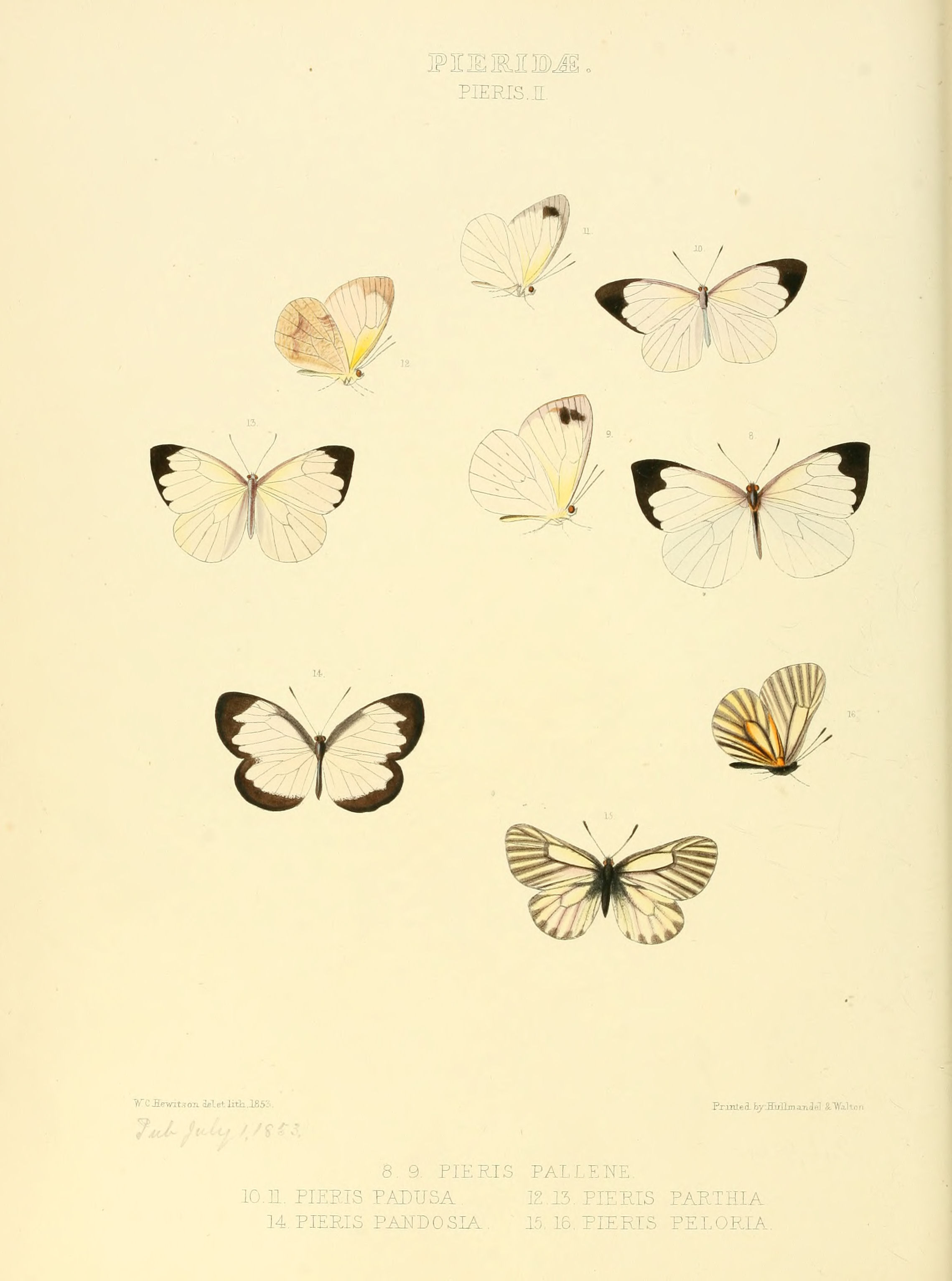